# علي القاضي

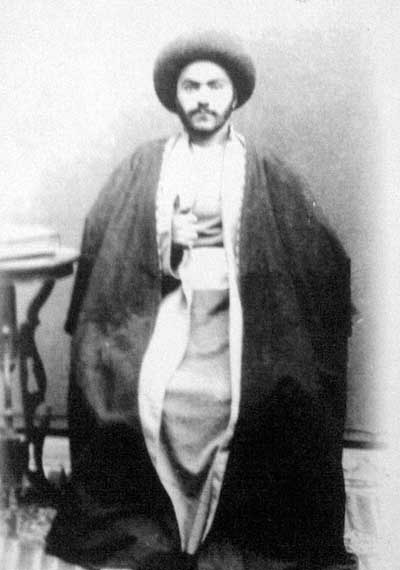
علي القاضي في شبابه

السيّد علي القاضي الطباطبائي (1285- 1366 هجري 1866 - 1947 ميلادي)، هو فيلسوف ومفسّر ومرجع شيعي أصله من تبريز، عاش أغلب حياته في النجف، وكان أستاذاً للأخلاق والسير والسلوك، تتلمذ على يد العديد من العلماء والمراجع، ومنهم محمد البهاري وأحمد الكربلائي، وغيرهما. عمل بالتدريس في الحوزة العلمية. توفي في النجف ودفن فيها في مقبرة وادي السلام.

## نشأته
ولد السيد علي بن حسين بن أحمد بن رحيم القاضي الطباطبائي التبريزي  الملقب بـ القاضي الطباطبائي سنة 1285 هـ في مدينة تبريز.
درس المقدّمات في تبريز ؛ فدرس العلوم العربية (الصرف والنحو والبلاغة) عند الشاعر محمد تقي التبريزي (ت: 1324هـ). ودرس عند والده حسين القاضي (ت: 1314هـ) التفسير، فدرس عنده تفسير الكشاف للزمخشري. درس السطوح عند موسى التبريزي (صاحب الحاشية على الرسائل)، وعند محمد علي قره جه داغي (صاحب الحاشية على شرح اللمعة).
في عام 1313 هـ هاجر إلى النجف، وحضر درس كل من الفاضل الشرابياني، والشيخ محمد حسن المامقاني، وشيخ الشريعة الأصفهاني، والشيخ محمد كاظم الخراساني (صاحب الكفاية)، والميرزا حسين خليلي.

## أساتذته
- محمد كاظم الخراساني (الآخوند الخراساني)
- مرتضى الأنصاري
- ميرزا موسى التبريزي
- ميرزا محمد تقي التبريزي
- فتح الله شريعة أصفهاني (شيخ الشريعة)
- حسين طهراني
- محمد حسن المامقاني
- محمد كاظم اليزدي
- فاضل شرباني
- أحمد الكربلائي
- امام قلي نخجواني
- ميرزا محمد علي قراجه داغي
- محمد الأصفهاني
- محمد بهاري[4]

## طلابه
- محمد حسين الطباطبائي
- محمد حسن الطباطبائي
- عبد الحسين دستغيب
- محمد تقي بهجت
- محمد تقي الآملي
- أبو القاسم الخوئي
- محمد رضا المظفر
- هاشم الحداد
- حسن المسقطی
- عباس القوجاني
- حسن علي نجابت
- هاشم رضوي الهندي
- علي محمد البروجردي
- حسن مصطفوي التبريزي

## تهذيب النفس ودراسته للأخلاق
ينقل محمد حسين الحسيني الطهراني عن الشيخ عباس هاتف القوجاني، عن علي القاضي أن أستاذه الأول في السير والسلوك هو والده حسين القاضي، وهو تلميذ قلي نخجواني الذي هو تلميذ قريش القزويني، واستمر ذلك إلى سنة 1313 هـ وهي السنة التي هاجر فيها إلى النجف، وقد توفي والده بعد عام من هجرته إلى النجف. بعد وفاة والده صحب علمين من أعلام النجف، الأول: أحمد الكربلائي الطهراني، والثاني: مرتضى الكشميري، ولكن ذلك لم يكن على نحو التتلمذ بحسب نقل عباس هاتف القوجاني، بل عنوان الصحبة والمرافقة في الطريق، وكان علي القاضي يرتضي طريقة عرفان وتوحيد أحمد الكربلائي ودستوراته التي كان يرويها وتتطابق مع منهج أستاذه حسين قلي همداني، وكان يعطيها لتلامذته أيضاً. وكان يرى أن مرتضى الكشميري لم يصل إلى مقام توحيد الحق والعرفان المحض للذات الأحدية، وأن كمالاته كانت تدور في فلك عوالم الكرامات والمجاهدة مع النفس وأمثال ذلك. وينقل الطهراني عن أستاذه محمد حسين الطباطبائي  بأن سلسلة أساتذة في السير والسلوك هي بالنحو التالي: علي القاضي والذي تتلمذ على يد أحمد الكربلائي، والذي تتلمذ على يد حسين قلي الهمداني، والذي تتلمذ على يد علي الشوشتري. وكخلاصة فإن علي القاضي أخذ العرفان عن سلسلتين من الأساتذة واحدة تبدأ بوالده، والأخرى تبدأ بأحمد الكربلائي.

## حياته الخاصة
كان علي متزوجاً من عدة نساء وله أولاد كثيرون، وكان وضعه المادي فقير جداً.

## آثاره
من آثاره: قصائد في كتاب «صفحات من تاريخ الأعلام في النجف»، ورسائل كتبها إلى طلابه في السير والسلوك العرفاني، وتزكية النفس، ونظم الشعر بالعربية والفارسية.[مبهم] 

## وفاته
أصيب علي القاضي بمرض العطاش في السنوات الأخيرة من حياته وتوفي في السادس من ربيع الأول 1366هـ (28 يناير 1947) ودفن في مقبرة وادي السلام في النجف بجانب والده.

## وصلات خارجية
1. الموقع الإلكتروني لمؤتمر تكريم الفقيه المتأله السيّد علي القاضي.
2. موقع المتقين: موقع يعنى بنشر آثار العرفاء.